# Spilotragus xanthus
Spilotragus xanthus là một loài bọ cánh cứng trong họ Cerambycidae.